# Zvezna kancelarija (Nemčija)
Urad zveznega kanclerja (nemško Bundeskanzleramt, tudi: zvezna kancelarija) je urad nemškega kanclerja, vodje zvezne vlade. Glavna naloga agencije je pomagati kanclerju pri usklajevanju dejavnosti zvezne vlade. Vodja kanclerstva (Chef des Bundeskanzleramtes) ima položaj bodisi državnega sekretarja (Staatssekretär) bodisi zveznega ministra (Bundesminister), ki ga trenutno opravlja Wolfgang Schmidt. Sedež nemškega kanclerja je v stavbi zveznega kanclerstva v Berlinu, ki je največji vladni sedež na svetu.

## Zgodovina
Ko je bila leta 1867 ustanovljena Severnonemška konfederacija, je ustava kot odgovornega izvršnega uradnika omenjala le Bundeskanzlerja. Kolegialne vlade z ministri ni bilo. Zvezni kancler Otto von Bismarck je na začetku ustanovil Bundeskanzleramt kot svoj urad. To je bilo edino "ministrstvo" države, dokler v začetku leta 1870 pruski zunanji urad ni postal severnonemški zunanji urad. Ob tej priložnosti je Bundeskanzleramt izgubil nekaj nalog zunanjemu uradu.

### Reichskanzleramt
Ko je Severnonemška konfederacija leta 1871 postala Nemško cesarstvo, se je Bundeskanzleramt preimenoval v Reichskanzleramt . Prvotno je imel svoj sedež v palači Radziwiłł (znani tudi kot Reichskanzlerpalais ), ki jo je prvotno zgradil princ Antoni Radziwiłł na Wilhelmstraße 77 v Berlinu. Vse več cesarskih uradov je bilo ločenih od Reichskanzleramta, primer Reichsjustizamt (Urad za nacionalno pravosodje) leta 1877. Kar je ostalo od Reichskanzleramt, je leta 1879 postalo Reichsamt des Innern (domača pisarna).

### Reichskanzlei
Leta 1878 je cesarski kancler Bismarck ustanovil nov urad za kanclerjeve zadeve, Reichskanzlei. Svoje ime je ohranil skozi leta, tudi v republiki od leta 1919. V letih 1938–39 je bila zgrajena stavba Neue Reichskanzlei (Nova cesarska kancelarija), ki jo je zasnoval Albert Speer; njen glavni vhod se je nahajal na Voßstraße 6, stavba pa je zavzemala celotno severno stran ulice. Med drugo svetovno vojno je bila poškodovana, kasneje pa so jo porušile sovjetske okupacijske sile.

### Bundeskanzleramt
Leta 1949 je bila ustanovljena zvezna republika. Bonn je postal začasna prestolnica. Zvezni kancler Konrad Adenauer je prva dva meseca uporabljal muzej Koenig, nato pa je Bundeskanzleramt preselil v Palais Schaumburg, dokler leta 1976 ni bila dokončana nova zgradba kanclerja. Nova stavba zahodnonemške kancelarije je bila črna zgradba, dokončana v mednarodnem slogu, v skromnem primeru modernizma.
Leta 1999 je bil sedež zveznega kanclerja prestavljen iz Bonna v Berlin, v skladu z zakonom Berlin-Bonn, najprej v Staatsratsgebäude, nato leta 2001 v novo stavbo na Spreebogenu; Palais Schaumburg je s tem postal sekundarni sedež zveznega kanclerja. Ločena zgradba Kanzlerbungalow je v letih 1964–1999 služila kot zasebna rezidenca kanclerja in njegove družine.

## Sedež
Bundeskanzleramt je tudi ime stavbe v Berlinu, v kateri so osebne pisarne kanclerja in njegovega osebja. Palais Schaumburg v Bonnu je sekundarni uradni sedež nemškega zveznega kanclerja.
Bundeskanzleramt je bil odprt spomladi 2001. Stavbo sta zasnovala Charlotte Frank in Axel Schultes, zgradilo pa jo je skupno podjetje hčerinske družbe Royal BAM Group Wayss & Freytag in španske Acciona. Zavzema 12.000 kvadratnih metrov, je tudi največja zgradba vladnega sedeža na svetu. Za primerjavo, nova stavba kanclerja je desetkrat večja od Bele hiše.
Novinarji, turistični vodniki in nekateri domačini stavbe zaradi svoje značilne, a kontroverzne arhitekture imenujejo Kohllosseum (imenska mešanica Koloseja in nekdanjega kanclerja Helmuta Kohla, pod katerim je bila stavba zgrajena), Bundeswaschmaschine (zvezni pralni stroj, zaradi okrogle oblikovana okna in njegova kubična oblika) ali Elefantenklo (stranišče za slone).
Dostop za širšo javnost je možen le ob določenih dneh v letu. Od leta 1999 nemška vlada sprejema širšo javnost en vikend na leto – običajno avgusta.

## Vodje kancelarije
Vodje nemškega kanclerstva (Chef des Bundeskanzleramts, ChefBK) se udeležujejo sej vlade, lahko so tudi njeni člani, če jim je dodeljen tudi položaj ministra za posebne zadeve (Minister für besondere Aufgaben). Pogosto jih imenujejo "Kanzleramtsminister" (kanclerski minister). Sicer pa imajo čin državnega sekretarja (primerljivo s podministrom v drugih državah).
Običajno je vodja zelo tesen svetovalec kanclerja, saj je glavni stik z ministri v vladi. Mnogi vodje kasneje postanejo tudi ministri. Frank Walter Steinmeier, ki je bil pod Schröderjem minister za kancelarijo (1999–2005), je pozneje služil kot minister za zunanje zadeve (2005–2009 in 2013–2017). Bil je tudi kandidat za kanclerja (2009), vodja opozicije (2009–2013) in na koncu zvezni predsednik (2017- ).